# Cheikh Seck
Cheikh Ahmed Seck (ur. 8 stycznia 1958) – senegalski piłkarz występujący na pozycji bramkarza.

## Kariera klubowa
W swojej karierze Seck reprezentował barwy zespołów ASC Diaraf oraz Espérance Tunis. Wraz z Diaraf zdobył mistrzostwo Senegalu (1982), a także trzy Puchary Senegalu (1982, 1983, 1985), natomiast z Espérance w 1991 roku wywalczył mistrzostwo Tunezji oraz Puchar Tunezji.

## Kariera reprezentacyjna
W reprezentacji Senegalu Seck grał w latach 1982–1996. W 1986 roku znalazł się w drużynie na Puchar Narodów Afryki. Rozegrał na nim 3 spotkania: z Egiptem (1:0), Mozambikiem (2:0) i Wybrzeżem Kości Słoniowej (0:1), a Senegal odpadł z turnieju po fazie grupowej.
W 1990 roku ponownie został powołany do kadry na Puchar Narodów Afryki, zakończony przez Senegal na 4. miejscu. Zagrał na nim w meczach z Kenią (0:0), Kamerunem (2:0), Zambią (0:0) i Algierią (1:2).
W 1992 roku po raz trzeci wziął udział w Pucharze Narodów Afryki. Wystąpił na nim w spotkaniach z Nigerią (1:2), Kenią (3:0) i Kamerunem (0:1), zaś Senegal odpadł z turnieju w ćwierćfinale.
Po raz ostatni w mistrzostwach Afryki uczestniczył w 1994 roku i zagrał wówczas w dwóch pojedynkach: z Gwineą (2:1) i Zambią (0:1). Dla Senegalu był to natomiast drugi turniej z rzędu zakończony na ćwierćfinale.